# Вискри
Вискри (на румънски: Viscri; на немски: Deutsch-Weißkirch; на унгарски: Szászfehéregyháza) е село с укрепена черква (Kirchenburg) в Седмиградско (Трансилвания, днешна Румъния). Името на селото, както в унгарския така и в немски вариант, означава 'бяла черква'. Черквата и цялото село са включени в списъка на културното наследство на ЮНЕСКО през 1999 г.

## География
Селото се намира в хълмиста област, покрита с ливади и гори на 550-700 м. н.в. в община Бунещи, окръг Брашов, северозападно от Рупеа (нем. Reps) и югоизточно от Сигишоара (нем. Schäßburg). Традиционно селото е принадлежало към района на град Рупеа (нем. Reps) и е едно от типичните за Трансилвания села с укрепени църкви, населени до 90-те години на 20 век предимно от трансилвански саксонци. Между 18 и 20 век е наброявало близо 700 жители, главно саксонци и по-малко власи. Днес от близо 500-те му жители (предимно румънци, роми и по-рядко унгарци) са останали по различни данни между 40 и 15 предимно възрастни трансилвански саксонци. Голяма част от тях са се изселили в Германия след падането на режима на Чаушеску през 1989/1990.
Селото е достъпно по недобър асфалтиран път от север през с. Бунещи и по неасфалтиран път от юг през с. Дачия. Вероятно именно на тази инфраструктурна слабост Вискри дължи своя все още запазен автентичен вид със старинни саксонски селски къщи с фасади и порти към улицата и големи дворове със стопански постройки във вътрешността. Домовете, построени от влашките семейства някога, имат подобна архитектура и стил, но са по-малки размери и най-често фасадите им са маркирани с кръст.

## История
Във втората половина на 12 век унгарският крал Геза II поканил саксонци от рейнските области да се заселят в подкарпатска Трансилвания – една рядко населена област на неговото кралство по това време, с цел да я облагороди и да засили нейната отбрана. Според последните публикации

## Укрепената черква
Построената през 12 век църква била разширена с дървена галерия на запад
и най-късно през 13 век тя била разширена и преустроена в романски стил – оттогава са запазени днешната олтарна част на църквата и два романски капитела, единият, от които в наши дни служи за съд за светена вода. Западно от църквата е изградена централната кула (донжона), също запазена с известни преустройства до наши дни. Двете сгради били оградени с овално каменно укрепление – неговите основи били открити по време на разкопките през 1970/71 (запазени са сегменти от южната, източната и североизточната стени).
Около 1400 г. датират първите писмени сведения за енорията Alba ecclesia (в превод на български от латински: Бяла църква) от епископската колегия в Репс (рум., Рупеа). През 1449 г. тя е спомената отново като свободна (т.е. на свободна, незакрепостена селска община) под юрисдикцията на епископа на Репс (рум., Рупеа).
Друго сведение от 1494 година, че местната енория е получила дарение от 8 гулдена за текущото проустройство на църквата, ни подсказва за времето, когато е протекла третата строителна фаза на укрепената църква във Вискри, а именно края на 15 – началото на 16 век. Тогава корпусът на църквата бил покрит с късноготически свод, който поддържал бойна площадка, обградена от зъбери, върху покрива на църквата. Зъбери са оградили и най-високата част на кулата и така църква и кула са превърнати в елементи на отбраната на укреплението. От исторически документи научаваме, че по това време (1500 г.) населението на село Вайскирх се е състояло от 51 домакинства, 1 учител, 3 овчари и 2 просяци.
Двойното укрепление, съществуващо и днес било изградено през 16 и 17 век. То не следвало елипсовидната линия на старата, изградена през 13 век, крепостна стена. През 1630 г. е построена триетажната северна кула от майстор Йохан Хартман от Лебланг (рум., Ловник). През 1648/49 г. е построена четириетажната западна кула с пирамидален покрив от майсторите Давид Зако и Щефан Шулер. А входната кула датира според надписа върху нея от 1650 г.
В началото на 18 век църквата се е нуждаела от сериозен ремонт и през 1715 г. са събрани дарения от цялата трансилванска протестантска общност за укрепването ѝ. То е извършено през 1717 г. Най-късно тогава са изградени и масивните контрафорси. През 1743 късноготическият свод е премахнат заедно със зъберите над църквата. По същото време са демонтирани и зъберите на цялото укрепление, като върху крепостните стени е изграден покрит пасаж за складиране на сандъците със зърно. Именно през 18 век църквата е добила достигналия до нас вънешен вид и интериор.
През 1970/71 г. тук се провеждат археологически разкопки и се реставрира целия комплекс, а през 1999 укрепената църква и селото са обявени за паметник на културното наследство на ЮНЕСКО. В последните години за обекта се грижи Тръстът Михай Еминеску, чийто патрон е принца на Уелс.

### Интересни обекти и места в укрепената църква
- Вътрешността на църквата. Интериорът ѝ е резултат от последните и значителни преустройства през 18 век. Обърнете внимание на съда за светена вода, представляващ преизползван романски капител от 13 век, поставен на мястото на по-стара колона. Вярва се, че е част от архитектурната украса на по-старата църква от 13 век.
- Църковният музей, разположен в пасажа-склад на укреплението. Този малък селски музей съдържа редица интересни артефакти: мебели и занаятчийски инструменти, оригинални костюми, разкриващи бита и нравите на старите трансилвански саксонци.
- Складът на свинската мас, сланина и други шпековани продукти до входната кула. Това помещение, присъщо за всички саксонски укрепления е било използвано поради своя микроклимат чак до 90-те години на 20 век.
- Гледката от последния етаж на кулата към цялата околност си заслужава, но тесният коридор, водещ нагоре не е обезопасен. Влиза се откъм вътрешността на църквата.
- Работилница за традиционно производство вълнен филц.